# Appula
Appula is een kevergeslacht uit de familie van de boktorren (Cerambycidae). De wetenschappelijke naam van het geslacht werd voor het eerst geldig gepubliceerd in 1864 door Thomson.

## Soorten
Appula omvat de volgende soorten:
- Appula aliena Martins, 1981
- Appula argenteoapicalis Fuchs, 1961
- Appula diamantinensis Franceschini, 2002
- Appula eduardae Franceschini, 2002
- Appula lateralis (White, 1853)
- Appula melancholica Gounelle, 1909
- Appula nigripes Bates, 1870
- Appula santarensis Franceschini, 2002
- Appula sericatula Gounelle, 1909
- Appula undulans (White, 1853)